# Petro Sport Stadion
Het Petro Sport Stadion (Arabisch: استاد بتروسبورت) is a multifunctioneel stadion in Caïro, Egypte. In het stadion kunnen 16.000 toeschouwers. 
Een aantal clubs speelt er zijn thuiswedstrijden. ENPPI Club bijvoorbeeld, een gas- en oliebedrijf, met een eigen voetbalclub. Al-Ahly en Al-Zamalek spelen hier ook wel eens wedstrijden. 